# パスハ (菓子)
パスハ（ロシア語: пасха, 英語: Paskha or Pascha）は、正教会が広く信仰されている諸国で作られる菓子である。大斎の間に節制されていた乳製品と鶏卵を用いて作られる。復活祭のためのクリーチという円筒形のケーキと共に受難週間の間に作られ、聖大土曜日に教会に持ち寄られ、復活大祭の徹夜祷の後に成聖される。料理の名は正教会の復活祭であるパスハ（復活大祭）から来ている。

## 概要
パスハはトヴァロークと呼ばれるカッテージチーズに似たカード、バターと卵黄から作られる、伝統的な復活大祭の料理である。その白い色はハリストス（キリストのギリシャ語読み）の純潔、神の子羊、そして復活の喜びを象徴している。
紀元1000年ごろにロシアに到来した中央アジアの遊牧民が持ち込んだ乳製品が、パスハの起源になったと考えられている。また、レアチーズケーキはパスハから生まれた菓子だと言われることもある。
ロシア正教会の伝統では、パスハは普通、四角錐（ピラミッド）形に成型される。この形は教会の象徴であり、ハリストスの墓を表すとも言われる。パスハは伝統的に分解して洗うことが可能な「パソチニツァ」（пасочница）と呼ばれる木枠で作られるが、近年では、プラスチックのような近代的な素材の型も使われている。型には乳清が抜けるように穴が開いている。バニラやアーモンドエッセンスで香りをつけ、レーズンや果物の砂糖漬けを加えることもある。作り方は、パスハの材料をよく混ぜ合わせて鍋に入れ、弱火で加熱してからガーゼを敷いた型に詰めて18〜24時間ほど重しをして乳精を抜いて押し固めるものと、加熱せずに型に入れて固めるものの二通りがある。四角錐の型以外に、シャルロット、クグロフ、テリーヌの型、あるいは洗った花瓶に入れて成型されることもある。
パスハの表面は、アーモンドや果物の砂糖漬けを用いて、伝統的な宗教的象徴で飾られる。例えばラバルム、八端十字架、ХとВの文字（"Христосъ Воскресe"の頭文字、教会スラヴ語で「ハリストス復活」の意味であり、復活大祭期の正教徒による挨拶の言葉）、卵、そしてハリストスの受難と復活を象徴するランスなどが描かれる。パスハの周りには、ハリストス復活のシンボルである彩色された卵が飾りとして置かれる。

## その他の用法

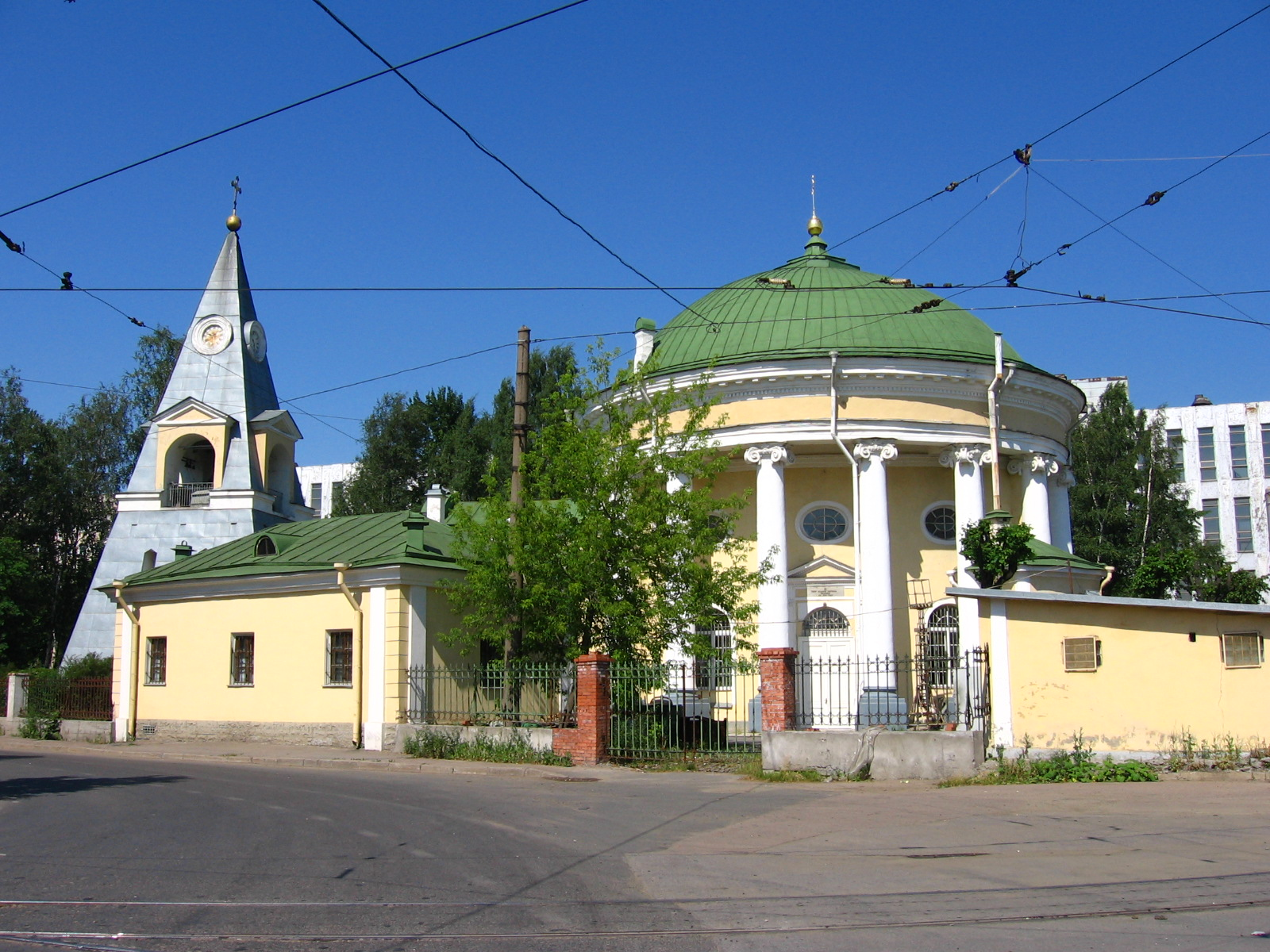
サンクトペテルブルクの至聖三者教会。「クリーチとパスハ」の名で知られる。

18世紀に建てられたサンクトペテルブルクの至聖三者教会は、円形建築物がクリーチに、隣のピラミッド型の鐘楼がパスハに似ているため、「クリーチとパスハ」の名で知られている。